# Acer fenzelianum
Acer fenzelianum är en kinesträdsväxtart som beskrevs av Hand.-mazz.. Acer fenzelianum ingår i släktet lönnar, och familjen kinesträdsväxter. Inga underarter finns listade i Catalogue of Life.